# کاتین (زمین‌شناسی)
| سامانه/ دوره                                                                               | ردیف/ دور   | اشکوب/ عصر       | سن (میلیون سال پیش) | سن (میلیون سال پیش) |
| ------------------------------------------------------------------------------------------ | ----------- | ---------------- | ------------------- | ------------------- |
| سیلورین                                                                                    | لاندووری    | رودانین          | پس از آن            | پس از آن            |
| اردویسین                                                                                   | بالایی/پسین | هیرنانتین        | ۴۴۳٫۸               | ۴۴۵٫۲               |
| اردویسین                                                                                   | بالایی/پسین | کاتین            | ۴۴۵٫۲               | ۴۵۳٫۰               |
| اردویسین                                                                                   | بالایی/پسین | سندبین           | ۴۵۳٫۰               | ۴۵۸٫۴               |
| اردویسین                                                                                   | میانی       | داریویلین        | ۴۵۸٫۴               | ۴۶۷٫۳               |
| اردویسین                                                                                   | میانی       | داپینگین         | ۴۶۷٫۳               | ۴۷۰٫۰               |
| اردویسین                                                                                   | زیرین/پیشین | فلوئین           | ۴۷۰٫۰               | ۴۷۷٫۷               |
| اردویسین                                                                                   | زیرین/پیشین | ترمادوسین        | ۴۷۷٫۷               | ۴۸۵٫۴               |
| کامبرین                                                                                    | فورونجین    | اشکوب ۱۰ کامبرین | پیش از آن           | پیش از آن           |
| زیربخش‌های سامانه/دوره اردویسین بر پایه تقسیم‌بندی کمیسیون بین‌المللی چینه‌شناسی، در سال ۲۱۰۷. |             |                  |                     |                     |

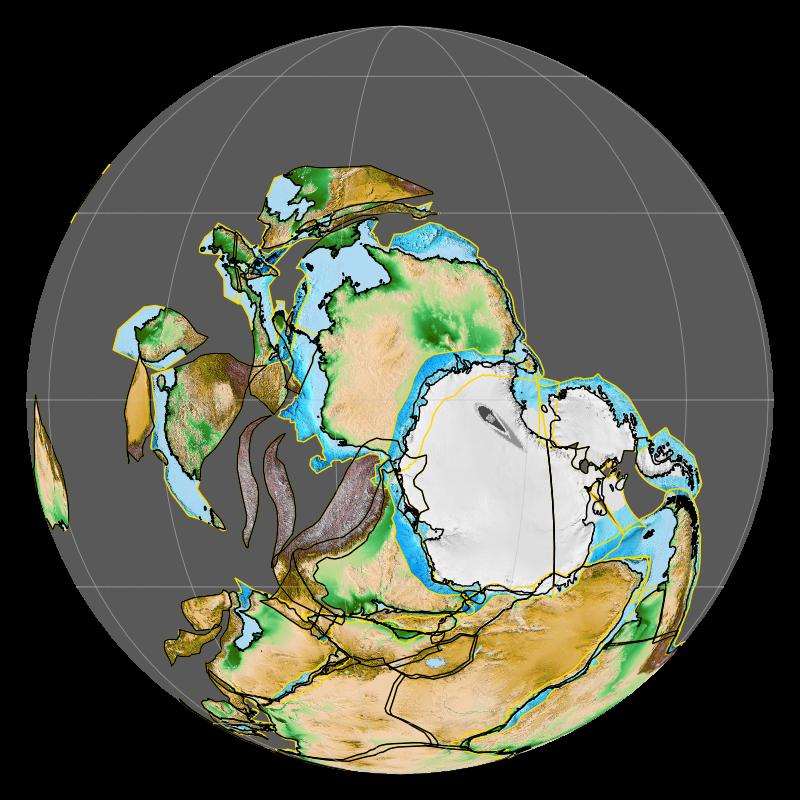
دیرینه جغرافیای کاتیان

کاتین (انگلیسی: Katian) دومین اشکوب دور اردویسین پسین است که در ستون چینه‌شناسی پس از اشکوب سندبین و پیش از هیرنانتین جای می‌گیرد. کاتین در حدود ۴۵۳ میلیون سال پیش آغاز شده و حدود ۷٫۸ میلیون سال به طول انجامید. کاتین تا آغاز اشکوب هیرنانتین در ۴۴۵٫۲ میلیون سال پیش ادامه یافت.

## نام‌گذاری
نام کاتین از دریاچه کتی در اکلاهمای ایالات متحده آمریکا گرفته شده است.